# Відвідувач (фільм)
Відвідувач (Visitor) — іспанський фільм жахів 2021 року з елементами наукової фантастики режисера Альберто Евангеліо. Діалоги здійснюються іспанською й валенсійською мовами.

## Про фільм
Марга через кризу подружнього життя переїжджає до сімейної садиби в сільській місцевості.
Там активується міжвимірний шлюз, коли вмикається куб-артефакт, розташований у підвалі.

## Знімались
| Актор            | Роль    |
| ---------------- | ------- |
| Сандра Сервера   | Діана   |
| Хан Корнет       | Карлос  |
| Ірія дель Ріо    | Марга   |
| Мігель Фернандес | Даніель |
| Інма Санчо       | Ольга   |
| Карлес Санхайме  | Йоахім  |